# Elopteryx
Elopteryx — рід, можливо, троодонтид, манірапторанський тероподний динозавр, заснований на фрагментах скам'янілостей, знайдених у породах пізнього крейдяного періоду Румунії. Єдиний вид, Elopteryx nopcsai, відомий лише з дуже неповного матеріалу, і тому більшість палеонтологів вважають його nomen dubium («сумнівна назва»).